# Alcatel-Lucent Operating System
Pour les articles homonymes, voir Alcatel (homonymie) et AOS.
AOS (abréviation de « Alcatel-Lucent Operating System », Système d'exploitation Alcatel-Lucent), est le système d'exploitation produit par Alcatel-Lucent et qui équipe tout son portfolio de commutateurs OmniSwitch.